# Henry Coggeshall
Henry Coggeshall (1623 - 1691) fue un matemático e inventor inglés, conocido por haber ideado el instrumento de cálculo que lleva su nombre, denominado regla de cálculo Coggeshall.

## Semblanza
Coggeshall era el tercer hijo de Elizabeth Beversham y de John Coggeshall de Orford (Suffolk), localidad en la que fue bautizado el 23 de noviembre de 1623. Pertenecía a una familia acomodada, y su padre fue alcalde de Orford.
Ingresó en el Pembroke College, de la Universidad de Cambridge en 1638, donde se graduó en 1642-3. Se casó con Eleanor Geoffrey y tuvo cuatro hijos, entre los que figuraba William Coggeshall de Diss, Norfolk.
En 1677 inventó la regla deslizante que lleva su nombre, publicando un manual de instrucciones titulado "Timber measure by a line of more and easy, dispatch and exactnes, that any other way now in use, by a double scale" (Medición de la madera con una regla más fácil, práctica y exacta, que de cualquier otra manera ahora en uso, mediante una doble escala). En 1682 mejoró su invento, publicando un nuevo manual con el título de "A Treatise of Measuring by a Two-foot Rule, which slides to a Foot" (Un Tratado de Medidas con una Regla de Dos Pies, que se desliza hacia un Pie). En 1767 ya se habían publicado siete ediciones revisadas de su tratado.
Coggeshall falleció en 1691.